# Odontamblyopus roseus
Odontamblyopus roseus är en fiskart som först beskrevs av Valenciennes, 1837.  Odontamblyopus roseus ingår i släktet Odontamblyopus och familjen smörbultsfiskar. Inga underarter finns listade i Catalogue of Life.